# Algoritmo de Kabsch
El algoritmo calcula una matriz de rotación, pero también requiere calcular un vector de traslación. Cuando se aplican tanto la traslación como la rotación, el algoritmo a menudo se denomina superposición parcial de Procrustes (véase también el problema de Procrustes ortogonal).

## Descripción
{\displaystyle {\begin{pmatrix}x_{1}&y_{1}&z_{1}\\x_{2}&y_{2}&z_{2}\\\vdots &\vdots &\vdots \\x_{N}&y_{N}&z_{N}\end{pmatrix}}}
{\displaystyle H=P^{\mathsf {T}}Q\,}
{\displaystyle H_{ij}=\sum _{k=1}^{N}P_{ki}Q_{kj},}

### Cálculo de la matriz de covarianza
{\displaystyle R=\left(H^{\mathsf {T}}H\right)^{\frac {1}{2}}H^{-1},}
{\displaystyle H=U\Sigma V^{\mathsf {T}}}
{\displaystyle d=\det \left(UV^{\mathsf {T}}\right)=\det(U)\det(V).}

El conjunto de herramientas de modelado FoldX incorpora el algoritmo Kabsch para medir RMSD entre estructuras de proteínas de tipo salvaje y mutadas.